# Egbert Jan Greve
Egbert Jan Greve (Deventer, 5 oktober 1754 – Harlingen, 13 augustus 1811) was een Nederlands oriëntalist en hoogleraar. Hij vertaalde diverse oudtestamentische boeken, voorzag deze van verklaringen en onderzocht het metrum. Uit het Nieuwe Testament behandelde hij met name de brieven van Paulus.

## Biografie

### Jeugd en studie
Greve werd geboren in Deventer als zoon van koopman Hendrik Greve en Hendrika Everdina Frantzen. In die stad bezocht hij de Latijnse School en vanaf 1771 het Athenaeum Illustre. In Deventer begon hij al met het bestuderen van de werken van de kerkvaders. Ook onderzocht hij op basis van Arabische gedichten het metrum, en zocht hij in Arabische werken woorden die misten in het lexicon van Jacobus Golius. In 1778 schreef hij zich in aan de Universiteit van Leiden, waar hij nog vier jaar studeerde. Zijn hoogleraar Hendrik Albert Schultens ontdekte Greves gevorderde kennis van het Arabisch, en nodigde hem uit buiten de colleges om verder te studeren, waarvoor Greve toegang kreeg tot het Legatum Warnerianum (de Oriëntaalse geschriften die Levinus Warner achterliet). 

### Proponentschap en eerste publicaties
Na zijn studie keerde Greve als proponent terug naar Deventer, waar hij in het ouderlijk huis zijn intrek nam. Dat hij zich niet als predikant aan een gemeente verbond en slechts af en toe ergens preekte, kwam mogelijk vanwege zijn zwakke gesteldheid en zachte stem, zijn (vermeende) vrije denkwijze over godsdienst en staatkunde, maar wellicht ook omdat hij zich wilde blijven kunnen toeleggen op de (bredere) bestudering van talen. Ten gevolge van de intocht van de Pruissen in 1787 vertrok hij samen met zijn jongere broer Evert Hendrik naar Steinfurt. Daar maakte hij kennis met onder meer Eise Eisinga. Hij werkte, deels samen met zijn broer, verder aan de bestudering van het Hebreeuws. In 1788 kwam hij tot een uitgave bij een drukker in Deventer handelend over de laatste hoofdstukken van het Bijbelboek Job in het Grieks, met daarbij een voor die tijd grondige behandeling van de Hebreeuwse metrieken; het tweede deel volgde in 1791 in Steinfurt.
In 1789 keerde Greve weer terug naar Deventer. Greves oude hoogleraar Oostersche Talen aan het Athenaeum Illustre, A. F. Rückersfelder, had zijn baan in 1787 vanwege patriottisme verloren, waarop zijn plaats in 1789 was ingenomen door J. H. Pareau. Bij de Bataafse omwenteling in 1795 werd Pareau weer ontslagen om Rückersfelder terug te kunnen halen, maar die bleef in Bremen. Hierop bood de stadsregering de leerstoel aan Greve aan, die de plaats echter niet ten koste van Pareau wilde aanvaarden. In het jaar erna nam hij voor het district Bredevoort/Winterswijk plaats als representant in de Nationale Vergadering in Den Haag. Hier werd hij (naar eigen zeggen) met zijn zwakke stem overschreeuwd door 'driftige heethoofden'.

### Franeker
In 1797 volgde hij Johannes Hendrik Verschuir op als hoogleraar in de Oostersche talen, Hebreeuwsche letterkunde en oudheden op de Universiteit van Franeker. Hier stond Pareau eveneens op de kandidatenlijst, maar Eisinga had Greves benoeming sterk aanbevolen. Zijn intrede deed Greve met de redevoering Oratio de nexu, qui studio linguarum Orientalium cum ceteris artibus et doctrinis humanioribus intercedit indivulsus. Zijn hoofdvak was Oosterse letterkunde. Greve was sterk onderlegd in het Hebreeuws en het Arabisch en verwante talen en dialecten als het Rabijns, Aramees, Syrisch en Perzisch, waar hij bij belangstelling ook les in gaf. Daarnaast was hij ervaren in het Grieks en had hij zich verdiept in het Turks en, op het eind van zijn leven, in de Koptische taal. Op de Academie behoorde tevens de Joodse oudheden tot zijn verantwoordelijkheid.

### Overlijden
Greve worstelde vaak met zijn gezondheid. De zomervakantie van 1811 besteedde hij grotendeels aan de eerste hoofdstukken van Jesaja en een uiteenzetting over de brief van Jakobus. Voordat hij nog bij zijn familie in Deventer langs wilde gaan, ging hij naar goed gebruik ter ontspanning bij zijn aangetrouwde neef Watze Ruitinga langs, die apotheker was in Harlingen. Hier liep hij echter een kwaadaardige zenuwkoorts op waaraan hij op 13 augustus 1811 overleed.

## Werken
Greve probeerde het metrisch sijstema (metriek stelsel) van de Hebreeuwsche poëzie te ontleden en vast te stellen. Al in 1788 publiceerde hij als aanvulling op zijn publicatie over Job het Tractatus de numeris Hebraeorum poeticis, maar zijn zoektocht zette hij gedurende zijn hele leven voort in zijn publicaties over de oudtestamentische boeken. In het voorwoord van zijn publicatie over Jesaja in 1810 besteedde hij er nog uitgebreid de aandacht aan. Hij volgde hierin diverse geleerden vanaf Franciscus Gomarus die zich met het Hebreeuwse metrum bezig hielden. Vermoedelijk was Greve hiermee in aanraking gekomen via zijn Deventer hoogleraar Rückersfelder. Zijn systeem vond meer tegenstand dan bijval, maar ook Greve zelf erkende dat zijn sijstema nog onvoldoende bewezen en uitgewerkt was.
Naast zijn tweedelige werk over Job (1788 en 1791) werkte hij samen met zijn broer aan de Nederduitse vertaling van de brieven aan de Efeziërs en de Kolossenzen en de eerste brief aan Timotheus (1790). Later behandelde Egbert Jan de brieven van Paulus verder in een vierdelige serie (1794-1818): de brief aan de Romeinen, de eerste en tweede brief aan de Korintiërs en de brief aan de Galaten; het laatste werd postuum uitgebracht door zijn broer. Ook publiceerde hij Verhandelingen over de Profetiën van Nahum en Habakuk (1793). In 1795 stelde hij een prospectus op voor een vierdelige serie waarin hij de profetie van Jesaja volgens het metrisch systeem rangschikte. Deze verscheen in eerste instantie niet, wat enerzijds is toe te schrijven aan de roerige tijden op religieus en staatkundig gebied tijdens de Bataafse Revolutie, en anderzijds omdat hij zelf plaats nam in de Nationale Vergadering en een aanstelling kreeg in Franeker. Uiteindelijk verscheen in 1810, een jaar voor zijn dood, het eerste deel, Verhandelingen over de Profetiën van Jesaja. Ook schreef hij Verhandelingen over de echtheid en het gezag van den brief van Jacobus, waarin hij, in lijn met Maarten Luthers gedachtegoed, betoogt dat de brief niet als apostolisch beschouwd kan worden. Daarnaast schreef hij nog kritieken op Jozua, Job, Psalmen, Micha en Joël, die tijdens zijn leven onuitgegeven bleven, en waar ook direct na zijn dood geen financiering voor kwam.
In 1804 schreef hij anoniem Van de Staatszorg der Overheid voor den Godsdienst, en de vrijheid der Christenkerk in Nederland, voortkomend uit de Staatsregeling van 1801. In hetzelfde jaar bracht hij, samen met de hoogleraars J. H. Regenbogen en E. Tinga, het vierdelige Verstrooijde gedachten over verschillende onderwerpen, uitgeg. voor leeraars en vrienden van Godsdienst en Godgeleerheid uit.
Rhijnvis Feith, met wie Greve bevriend was geweest, bracht in 1818 postuum enkele van zijn werken uit in diens Verzameling van eenige losse stukjes (...).